# Liste der Parishes in Louisiana
Der US-amerikanische Bundesstaat Louisiana ist in 64 Parishes eingeteilt, die den Countys in den meisten übrigen Bundesstaaten entsprechen.
Die offizielle Abkürzung des Staates Louisiana lautet LA, der FIPS-Code ist 22.
Der FIPS-Code für jedes einzelne Parish beginnt also stets mit 22, an die jeweils eine dreistellige Zahl angehängt wird.
Die Angaben der Bevölkerungszahlen basieren auf der Volkszählung im Jahr 2010.
| Parish                 | FIPS-Code | Parish Seat       | Gründung | Ursprung                                                                              | Namensherkunft | Einwohner 2010 | Fläche    | Karte |
| ---------------------- | --------- | ----------------- | -------- | ------------------------------------------------------------------------------------- | --- | -------------- | --------- | ----- |
| Acadia                 | 001       | Crowley           | 1886     | St. Landry Parish                                                                     | Acadians – Bezeichnung für die ursprünglich im östlichen Kanada ansässigen französische Siedler                                                               | 61.773         | 1.697 km² |       |
| Allen                  | 003       | Oberlin           | 1912     | Calcasieu Parish                                                                      | Henry Watkins Allen (1820–1866) – konföderierter Gouverneur von Louisiana (1864–1865)                                                                         | 25.764         | 1.980 km² |       |
| Ascension              | 005       | Donaldsonville    | 1807     | Eines von 19 ursprünglichen Parishes in Louisiana                                     | Ascension of Our Lord Catholic Church – Kirche in Donaldsonville                                                                                              | 107.215        | 755 km²   |       |
| Assumption             | 007       | Napoleonville     | 1807     | Eines von 19 ursprünglichen Parishes in Louisiana                                     | Assumption Roman Catholic Church – älteste Kirche im Staat Louisiana                                                                                          | 23.421         | 877 km²   |       |
| Avoyelles              | 009       | Marksville        | 1807     | Eines von 19 ursprünglichen Parishes in Louisiana                                     | Avoyel – mit den Natchez verwandtes Indianervolk | 42.073         | 2.156 km² |       |
| Beauregard             | 011       | DeRidder          | 1912     | Calcasieu Parish                                                                      | P. G. T. Beauregard (1818–1893) – General des konföderierten Heeres                                                                                           | 35.654         | 3.005 km² |       |
| Bienville              | 013       | Arcadia           | 1848     | Claiborne Parish                                                                      | Jean-Baptiste Le Moyne de Bienville (1680–1767) – französischer Gouverneur von Louisiana (mehrmals zwischen 1701 und 1743) und Gründer von New Orleans (1718) | 14.353         | 2.100 km² |       |
| Bossier                | 015       | Benton            | 1843     | Claiborne Parish                                                                      | Pierre Bossier (1797–1844) – Mitglied des US-Repräsentantenhauses (1843–1844)                                                                                 | 116.979        | 2.174 km² |       |
| Caddo                  | 017       | Shreveport        | 1838     | Natchitoches Parish                                                                   | Caddo – Konföderation mehrerer Indianervölker im Gebiet des Red River in Texas, Arkansas, Louisiana und Oklahoma                                              | 254.969        | 2.284 km² |       |
| Calcasieu              | 019       | Lake Charles      | 1840     | St. Landry Parish                                                                     | Indianischer Ausdruck für Schreiender Adler | 192.768        | 2.774 km² |       |
| Caldwell               | 021       | Columbia          | 1838     | Gebildet aus Teilen des Catahoula und des Ouachita Parish                             | Die Familie Caldwell, die zu den örtlich bekanntesten gehört                                                                                                  | 10.132         | 1.371 km² |       |
| Cameron                | 023       | Cameron           | 1870     | Gebildet aus Teilen des Calcasieu und des Vermilion Parish                            | Simon Cameron (1799–1889) – Kriegsminister der USA (1861–1862)                                                                                                | 6.839          | 3.401 km² |       |
| Catahoula              | 025       | Harrisonburg      | 1808     | Gebildet aus Teilen des Ouachita und des Rapides Parish                               | Catahoula Lake, der früher innerhalb der Grenzen des Parishs lag                                                                                              | 10.407         | 1.822 km² |       |
| Claiborne              | 027       | Homer             | 1828     | Natchitoches Parish                                                                   | William C. C. Claiborne (1775–1817) – Gouverneur des Orleans-Territoriums (1803–1812) und des Staates Louisiana (1812–1816)                                   | 17.195         | 1.955 km² |       |
| Concordia              | 029       | Vidalia           | 1807     | Eines der ursprünglichen 19 Parishes in Louisiana                                     | Spanischer Militärposten | 20.822         | 1.802 km² |       |
| De Soto                | 031       | Mansfield         | 1843     | Gebildet aus Teilen des Caddo und des Natchitoches Parish                             | Hernando de Soto (1496 oder 1500–1542) – spanischer Seefahrer und Konquistador, führte die erste weiße Expedition zum Mississippi                             | 26.656         | 2.272 km² |       |
| East Baton Rouge       | 033       | Baton Rouge       | 1818     | Westflorida                                                                           | Das französische Wort bâton rouge (dt.: Roter Pfahl) bezeichnet Grenzpfähle zwischen den Territorien der einzelnen Indianerstämmen                            | 440.171        | 1.180 km² |       |
| East Carroll           | 035       | Lake Providence   | 1877     | Carroll Parish                                                                        | Charles Carroll (1737–1832) – Mitunterzeichner der Unabhängigkeitserklärung der USA                                                                           | 7.759          | 1.092 km² |       |
| East Feliciana         | 037       | Clinton           | 1824     | Feliciana Parish                                                                      | Felicite de Gálvez – Ehefrau von Bernardo de Gálvez, dem spanischen Gouverneur des Louisiana-Territoriums                                                     | 20.267         | 1.174 km² |       |
| Evangeline             | 039       | Ville Platte      | 1910     | St. Landry Parish                                                                     | Evangeline – Hauptfigur eines Werkes von Henry Wadsworth Longfellow                                                                                           | 33.984         | 1.720 km² |       |
| Franklin               | 041       | Winnsboro         | 1843     | Gibildet aus Teilen des Carroll, Catahoula, Madison und des Ouachita Parish           | Benjamin Franklin (1706–1790) – einer der Gründerväter der USA                                                                                                | 20.767         | 1.615 km² |       |
| Grant                  | 043       | Colfax            | 1868     | Gebildet aus Teilen des Rapides und des Winn Parish                                   | Ulysses S. Grant (1822–1885) – Oberbefehlshaber der US-Army im Bürgerkrieg und 18. Präsident (1869–1877) der USA                                              | 22.309         | 1.671 km² |       |
| Iberia                 | 045       | New Iberia        | 1868     | Gebildet aus Teilen des St. Martin und des St. Mary Parish                            | spanische Siedler benannten die Region in Erinnerung an die Heimat auf der Iberischen Halbinsel                                                               | 73.240         | 1.490 km² |       |
| Iberville              | 047       | Plaquemine        | 1807     | Eines von 19 ursprünglichen Countys in Louisiana                                      | Pierre Le Moyne d’Iberville (1661–1706) – Gründer der französischen Kolonie Louisiana                                                                         | 33.387         | 1.602 km² |       |
| Jackson                | 049       | Jonesboro         | 1845     | Gebildet aus Teilen des Claiborne, Ouachita und des Union Parish                      | Andrew Jackson (1767–1845) – siebenter Präsident der USA (1829–1837)                                                                                          | 16.274         | 1.476 km² |       |
| Jefferson              | 051       | Gretna            | 1825     | Orleans Parish                                                                        | Thomas Jefferson (1743–1826) – dritter Präsident der USA (1801–1809)                                                                                          | 432.552        | 794 km²   |       |
| Jefferson Davis        | 053       | Jennings          | 1912     | Calcasieu Parish                                                                      | Jefferson Davis (1808–1889) – Erster und einziger Präsident der Konföderierten Staaten von Amerika (1861–1865)                                                | 31.594         | 1.689 km² |       |
| Lafayette              | 055       | Lafayette         | 1823     | St. Martin Parish                                                                     | Marquis de La Fayette (1757–1834) – französischer General der Kontinentalarmee im Amerikanischen Unabhängigkeitskrieg                                         | 221.578        | 699 km²   |       |
| Lafourche              | 057       | Thibodaux         | 1807     | Eines von 19 ursprünglichen Parishes in Louisiana                                     | La fourche – französisches Wort für Gabel, hier Flussgabelung bzw. -verzweigung. Gemeint ist der Bayou Lafourche, ein Nebenarm des Mississippi                | 96.318         | 2.809 km² |       |
| La Salle               | 059       | Jena              | 1908     | Catahoula Parish                                                                      | Robert Cavelier de La Salle (1643–1687) – französischer Entdecker                                                                                             | 14.890         | 1.616 km² |       |
| Lincoln                | 061       | Ruston            | 1873     | Gebildet aus Teilen des Bienville, Claiborne, Jackson und des Union Parish            | Abraham Lincoln (1809–1865) – 16. Präsident der USA | 46.735         | 1.221 km² |       |
| Livingston             | 063       | Livingston        | 1832     | St. Helena Parish                                                                     | Edward Livingston (1764–1836) – Außenminister der USA (1831–1833)                                                                                             | 128.026        | 1.678 km² |       |
| Madison                | 065       | Tallulah          | 1838     | Concordia Parish                                                                      | James Madison (1751–1836) – vierter Präsident der USA (1809–1817)                                                                                             | 12.093         | 1.616 km² |       |
| Morehouse              | 067       | Bastrop           | 1844     | Gebildet aus Teilen des Carroll und des Ouachita Parish                               | Abraham Morehouse – einer der ersten weißen Siedler der Region                                                                                                | 27.979         | 2.057 km² |       |
| Natchitoches           | 069       | Natchitoches      | 1807     | Eines der 19 ursprünglichen Parishes in Louisiana                                     | Natchitoches – ein der Caddo-Konföderation angehörendes Indianervolk                                                                                          | 39.566         | 3.252 km² |       |
| Orleans                | 071       | New Orleans       | 1807     | Eines der 19 ursprünglichen Parishes in Louisiana                                     | Philippe II. de Bourbon, duc d’Orléans (1674–1723) – Regent von Frankreich (1716–1723)                                                                        | 343.829        | 468 km²   |       |
| Ouachita               | 073       | Monroe            | 1807     | Eines der 19 ursprünglichen Parishes in Louisiana                                     | Ouachita – zur Caddo-Konföderation gehörendes Indianervolk im Norden von Louisiana am Ouachita River                                                          | 153.720        | 1.581 km² |       |
| Plaquemines            | 075       | Pointe à la Hache | 1807     | Eines der 19 ursprünglichen Parishes in Louisiana                                     | Kaki (franz.: Plaqueminier) – Frucht des Kakibaumes | 23.042         | 2.187 km² |       |
| Pointe Coupee          | 077       | New Roads         | 1807     | Eines der 19 ursprünglichen Parishes in Louisiana                                     | Franz.: la pointe coupée | 22.802         | 1.444 km² |       |
| Rapides Parish         | 079       | Alexandria        | 1807     | Eines der 19 ursprünglichen Parishes in Louisiana                                     | Stromschnellen (franz.: Rapides) | 131.613        | 3.425 km² |       |
| Red River              | 081       | Coushatta         | 1871     | Gebildet aus Teilen des Bienville, Bossier, Caddo und des Natchitoches Parish         | Red River | 9.091          | 1.008 km² |       |
| Richland               | 083       | Rayville          | 1868     | Gebildet aus Teilen des Carroll, Franklin, Morehouse und des Ouachita Parish          | Rich Land (dt.: fruchtbares Land) | 20.725         | 1.446 km² |       |
| Sabine                 | 085       | Many              | 1843     | Gebildet aus Teilen des Caddo und des Natchitoches Parish                             | Sabine River sowie Sabine Free State | 24.233         | 2.241 km² |       |
| Saint Bernard          | 087       | Chalmette         | 1807     | Eines der 19 ursprünglichen Parishes in Louisiana                                     | Bernhard von Clairvaux (um 1090–1153) – Abt, Kreuzzugprediger und Mystiker                                                                                    | 35.875         | 1.204 km² |       |
| Saint Charles          | 089       | Hahnville         | 1807     | Eines der 19 ursprünglichen Parishes in Louisiana                                     | Karl Borromäus (1538–1584) – Kardinal, Erzbischof von Mailand und bedeutender Vertreter der Gegenreformation                                                  | 52.780         | 735 km²   |       |
| Saint Helena           | 091       | Greensburg        | 1810     | Westflorida                                                                           | Helena (248/250-ca. 330) – Mutter des römischen Kaisers Konstantin                                                                                            | 11.203         | 1.058 km² |       |
| Saint James            | 093       | Convent           | 1807     | Eines der 19 ursprünglichen Parishes in Louisiana                                     | Jakobus – einer der zwölf Apostel Jesu | 22.102         | 637 km²   |       |
| Saint John the Baptist | 095       | Edgard            | 1807     | Eines der 19 ursprünglichen Parishes in Louisiana                                     | Johannes der Täufer | 45.924         | 567 km²   |       |
| Saint Landry           | 097       | Opelousas         | 1807     | Eines der 19 ursprünglichen Parishes in Louisiana                                     | Landericus von Paris (?–656) – Bischof von Paris (650–656) | 83.384         | 2.405 km² |       |
| Saint Martin           | 099       | Saint Martinville | 1807     | Eines der 19 ursprünglichen Parishes in Louisiana                                     | Martin von Tours (316/317–397) – Bischof von Tours | 52.160         | 1.916 km² |       |
| Saint Mary             | 101       | Franklin          | 1811     | St. Martin Parish                                                                     | Maria (Mutter Jesu) | 54.650         | 1.587 km² |       |
| Saint Tammany          | 103       | Covington         | 1810     | Westflorida                                                                           | Tamanend (1628–1698) – Häuptling der Lenni Lenape | 233.740        | 2.212 km² |       |
| Tangipahoa             | 105       | Amite City        | 1868     | Gebildet aus Teilen des Livingston, St. Helena, St. Tammany und des Washington Parish | Indianischer Ausdruck | 121.097        | 2.047 km² |       |
| Tensas                 | 107       | Saint Joseph      | 1843     | Concordia Parish                                                                      | Taensa – Indianerstamm im Nordosten Louisiana | 5.252          | 1.560 km² |       |
| Terrebonne             | 109       | Houma             | 1822     | Lafourche Parish                                                                      | Französischer Ausdruck für Gutes Land | 111.860        | 3.250 km² |       |
| Union                  | 111       | Farmerville       | 1839     | Ouachita Parish                                                                       | Die Union – damals übliche (innenpolitische) Bezeichnung für die USA                                                                                          | 22.721         | 2.273 km² |       |
| Vermilion              | 113       | Abbeville         | 1844     | Lafayette Parish                                                                      | Vermilion River | 57.999         | 3.040 km² |       |
| Vernon                 | 115       | Leesville         | 1871     | Gebildet aus Teilen des Natchitoches, Rapides und des Sabine Parish                   | Mount Vernon – Landsitz von George Washington | 52.334         | 3.441 km² |       |
| Washington             | 117       | Franklinton       | 1819     | St. Tammany Parish                                                                    | George Washington (1732–1799) – erster Präsident der USA | 47.168         | 1.734 km² |       |
| Webster                | 119       | Minden            | 1871     | Gebildet aus Teilen des Bienville, Bossier und des Claiborne Parish                   | Daniel Webster (1782–1852) – Außenminister der USA (1841–1843, 1850–1852)                                                                                     | 41.207         | 1.542 km² |       |
| West Baton Rouge       | 121       | Port Allen        | 1807     | Eines der 19 ursprünglichen Parishes von Louisiana                                    | Das französische Wort bâton rouge (dt.: Roter Pfahl) bezeichnet Grenzpfähle zwischen den Territorien der einzelnen Indianerstämmen                            | 23.788         | 495 km²   |       |
| West Carroll           | 123       | Oak Grove         | 1877     | Carroll Parish                                                                        | Charles Carroll (1737–1832) – Mitunterzeichner der Unabhängigkeitserklärung der USA                                                                           | 11.604         | 931 km²   |       |
| West Feliciana         | 125       | St. Francisville  | 1824     | Feliciana Parish                                                                      | Felicite de Gálvez – Ehefrau von Bernardo de Gálvez, dem spanischen Gouverneur des Louisiana-Territoriums                                                     | 15.625         | 1.052 km² |       |
| Winn                   | 127       | Winnfield         | 1852     | Gebildet aus Teilen des Catahoula, Natchitoches und des Rapides Parish                | Walter Winn – Abgeordneter in Louisiana | 15.313         | 2.462 km² |       |